# Cryphia muscicolor
Cryphia muscicolor là một loài bướm đêm trong họ Noctuidae.